# Karl Wahl
Mathäus Karl Wahl (Aalen, 24 september 1892 - Augsburg, 18 februari 1981) was een nationaalsocialistische gouwleider en een SS-Obergruppenführer (luitenant-generaal) tijdens de Tweede Wereldoorlog. Hij was ook parlementslid voor de NSDAP in de Rijksdag. In 1954 was hij de eerste voormalige gouwleider die zijn autobiografie publiceerde.

## Leven
Op 24 september 1892 werd Karl Wahl in Aalen, een onderdeel van het Koninkrijk Württemberg, geboren. Hij was het dertiende kind van een stoker. Tussen 1899 en 1910 bezocht hij de lagere school en de vakschool in zijn geboorteplaats. In hetzelfde jaar trad Wahl als tweejarige vrijwilliger in dienst van het Beiers leger, en werd geplaatst in het 2. Bayerische Jägerbataillon in Aschaffenburg. In 1911 stapte hij over naar de geneeskundige troepen, en werd in 1912 bevorderd tot Sanitäts-Unteroffizier (sergeant der Geneeskundige troepen). Hierna werd overgeplaatst naar de medische school van het 2e Beierse legerkorps in Landau in der Pfalz.

### Eerste Wereldoorlog
Vanaf augustus 1914 tot december 1919 werd Wahl als geneeskundig personeel aan het Westfront ingezet. In juli werd hij bevorderd tot Sanitätsvizefeldwebel. Op 12 oktober 1914 raakte Wahl ernstig gewond door granaatscherven aan zijn knie, hij lag tot maart 1915 in het ziekenhuis. In juli 1915 keerde hij terug naar het front met het 6. Landwehr Feldartillerie-Regiment. Vanaf mei tot juli 1917 was Wahl weer gehospitaliseerd om te genezen van schotwonden en granaatscherven. Hij werd in juli 1917 bevorderd tot Sanitätsvizefeldwebel. Tot oktober 1919 was hij hoofd van het door Friedrich Hessing opgerichte Hessing instituut in Göggingen. Hierna volgde zijn benoeming tot leider van de kanselarij van hoofdartsen van het garnizoensveldhospitaal in Augsburg. In november 1921 nam Wahl ontslag uit het Beiers leger.

### Interbellum
Tussen 1921 en 1933 was hij commies ter secretarie in dienst van de stad Augsburg. In 1921 werd Wahl lid van de Nationaalsocialistische Duitse Arbeiderspartij (NSDAP) en de Sturmabteilung. Hij kreeg de rang van een SA-Sturmführer (tweede luitenant). Na het opgeheven verbod op de NSDAP, werd Wahl op 26 februari 1925 meteen weer lid. Tussen 1925 en 1929 was Wahl een Ortsgruppenleiter en Kreisleiter van de NSDAP in Augsburg en leidde daar de SA-Standarte. In 1926 was Wahl al Bezirksleiter. Op 1 oktober 1927 werd hij benoemd tot secretaris van het kanselarij. Hierna werd Wahl op 20 mei 1928 gekozen voor de Beierse Landdag, hij zat in de Landdag tot 14 oktober 1933. Op 1 oktober 1928 werd Wahl door Adolf Hitler benoemd tot gouwleider van het Gouw Schwaben. In februari richtte hij de Neuen National-Zeitung Augsburg op, deze krant hield zich bezig hield met haatpropaganda tegen de Joden, en de arbeidersbeweging en de politieke oppositie.
Na de overname van de macht van de nationaalsocialisten, werd Wahl gekozen in de Rijksdag. Hij behield de zetel tot het einde van de oorlog. Op 1 juli 1934 werd Wahl benoemd tot regeringspresident van Schwaben. Zo verenigde hij onder zijn controle de hoogste partij- en regeringskantoren in zijn rechtsgebied. Op 9 september 1935 werd hij lid van de Academie voor Duits recht. In augustus 1934 werd Wahl SS-Ehrenführer in de rang van een SS-Gruppenführer (generaal-majoor) toegewezen aan het SS-Oberabschnitt-Süd in München tot 1 april 1936, waarna hij toegevoegd werd aan de Persönlicher Stab Reichsführer-SS. Op 2 februari 1942 vroeg hij schriftelijk aan Himmler waarom hij nog niet tot SS-Obergruppenführer (luitenant-generaal) was bevorderd in tegenstelling tot andere gouwleiders zoals Murr, Sauckel en Hildebrandt. Navraag van Himmler leidde tot een rapport van de SD-Hauptaußenstelle in Augsburg; volgens de SD promootte de gouwleider de SS niet, en verscheen hij zelden in een SS-uniform, maar hij gaf wel speciale steun aan SS-leiders in noodgevallen. Op 31 maart 1942 besloot Himmler dat het gebrek aan bevordering te wijten was aan het feit dat hij niet de rijksstadhouder was zoals vele andere gouwleiders.
Op 12 juli 1938 leidde Wahl de annexatie van Jungholz en het Kleinwalsertal bij de Gouw Schwaben. De beide gemeenschappen maakte voorheen deel uit van Oostenrijk, maar waren alleen over land bereikbaar vanuit Zwaben. In september 1945 werden beide gemeenschappen weer teruggeven aan Oostenrijk.
Op 17 februari 1939 door een Führererlass kreeg Wahl de leiding over alle gemeentelijke bouwmaatregelen in Augsburg. Wahl merkte dat de opwinding binnen de Duitse bevolking voor een nieuwe oorlog zeer beperkt was. Vergeleken met het patriottisme dat hij tegenkwam en voelde in 1914, voelde hij nu vooral dat mensen berustend en verbluft waren bij een ander conflict.
In mei 1941 hield hij een veelzeggende toespraak in de Messerschmitt-fabriek. Hierin sprak hij zijn geloof in Hitler, en zijn missie van God om alle mensen en landen te straffen die van het pad van het fatsoen zijn afgedwaald. Hij hekelde de leiders van veel van de landen die Duitsland had verslagen als lafaards, vanwege het feit dat ze naar Engeland en elders vluchtten in plaats van te blijven of te sterven met hun volk en soldaten. Een korte opname van de toespraak is bewaard gebleven.
Op 16 november 1942 werd Wahl benoemd tot rijksverdedigingscommissaris voor het Gouw Schwaben. Op 17 juli 1943 in een poging de verdediging van Schwaben te versterken, kondigde Wahl zijn voornemen aan om de Heimatschutztruppe (vrije vertaling: Vaderlandse Defensietroepen) te vormen. Hij had niet de goedkeuring van de partij- of SS-hiërarchie gezocht, en het idee werd onmiddellijk de kop in gedrukt door de Reichsführer-SS Himmler. Wahl werd op 1 augustus 1944 bevorderd tot SS-Obergruppenführer (luitenant-generaal), en werd in september 1944 benoemd tot hoofd van de Volkssturm-eenheden in zijn gouw.
Op 25 februari 1945 ontmoette Wahl voor het laatst Hitler in Berlijn. Hij wist toen heel goed dat de oorlog verloren was. Hitler gaf bij deze gelegenheid ten overstaan van een groot aantal gouwleiders de verklaring af dat "het Duitse volk niet de innerlijke kracht had die het verondersteld werd te hebben" en daarom de oorlog aan het verliezen was. Wahl schreef deze harde uitspraak toe aan de stress waarin de Führer verkeerde, en beschouwde hem als doodziek. Toch kon hij niet begrijpen waarom Hitler de oorlog voortzette.
In april 1945 verslechterende de oorlogssituatie, en Wahl werd militair ondergeschikt gesteld aan Paul Giesler. De gouwleider van het naburige Gouw München-Opper-Beieren, die nu ook de leiding kreeg over Schwaben en drie Oostenrijkse gouwen als "Rijksverdedigingscommissaris Zuid".
Op 28 april 1945 werd Augsburg door de Amerikaanse troepen geweldloos ingenomen. Op het ultimatum om zich over te geven van de Augsburgse vrijheidsbeweging, reageerde Wahl niet, maar hij bleef in de stad. Op 10 mei 1945 werd Wahl gevangen genomen door Amerikaanse troepen in Augsburg.

## Na de oorlog
De komende jaren werd Wahl vervolgens in 13 verschillende interneringskampen en gevangenissen, waaronder Dachau vastgehouden. In juli 1945 verscheen hij als getuige bij de Proces van Neurenberg. Tijdens zijn denazificatie in december 1948 werd Wahl als "hoofdschuldige" ingeschaald. En tot drieënhalf jaar werkkamp veroordeeld, met aftrek van 40 maanden in voorarrest. Ook werden zijn bezittingen en eigendommen in beslag genomen. Nadat Wahl wegens lichamelijke zwakte al enkele maanden in het ziekenhuis in Garmisch had gelegen, werd hij op 23 september 1949 vrijgelaten. Het grootste deel van zijn persoonlijke vermogen werd later aan hem teruggegeven, waarbij hij slechts 10% verloor. Oorspronkelijk geplaatst in categorie 1 (hoofdschuldige) werd hij in hoger beroep gedegradeerd naar categorie 2 (activist), wat de terugbetaling van een deel van zijn persoonlijk vermogen verklaard.
Na zijn vrijlating uit de gevangenis, werd hij textielhandelaar. Na toestemming van de denazificatie-autoriteiten schreef hij in 1952 en 1953 zijn autobiografie, die in 1954 in Augsburg werd gepubliceerd. In zijn boek uitte hij zijn voortdurende bewondering voor Hitler, maar ook zijn vermoeden dat Hitler medio 1944 misschien zelf besefte dat Duitsland de oorlog had verloren. Wahl's autobiografie was de eerste van alle gouwleiders die werd gepubliceerd.
Vanaf 1958 tot 1968 werkte hij als bibliothecaris van de Messerschmitt-fabriek, dit dankzij zijn vriendschap met Willy Messerschmitt, opgedaan in de naziperiode.
Over het verdere verloop van zijn leven is niets bekend. Op 18 februari 1981 overleed hij in Augsburg. Wahl ligt samen met zijn vrouw begraven in Augsburg-Göggingen, de grafsteen draagt de boodschap: "Werdet nicht müde das Gute zu tun".

## Carrière
Wahl bekleedde verschillende rangen in zowel de Beiers leger als Allgemeine-SS. De volgende tabel laat zien dat de bevorderingen niet synchroon liepen.
| Datum                                              | Beiers leger                        | Sturmabteilung | NSDAP                       | Allgemeine-SS        |
| -------------------------------------------------- | ----------------------------------- | -------------- | --------------------------- | -------------------- |
| 22 oktober 1910                                    | Zweijährig-Freiwilliger             | —              | —                           | —                    |
| 1 april 1911                                       | überzähliger Gefreiter              | —              | —                           | —                    |
| 21 februari 1912                                   | etatmässiger Sanitäts-unteroffizier | —              | —                           | —                    |
| 1 juni 1916                                        | Sanitäts-Sergeant                   | —              | —                           | —                    |
| 11 april/Juli 1917                                 | Sanitätsvizefeldwebel               | —              | —                           | —                    |
| 1921                                               | —                                   | SA-Mann        | —                           | —                    |
| 1922                                               | —                                   | SA-Sturmführer | —                           | —                    |
| 1925                                               | —                                   | —              | Kreisleiter der NSDAP       | —                    |
| Oktober 1925                                       | —                                   | —              | Ortsgruppenleiter der NSDAP | —                    |
| 1926                                               | —                                   | —              | Bezirksleiter der NSDAP     | —                    |
| 1 oktober 1928                                     | —                                   | —              | Gauleiter der NSDAP         | —                    |
| 27 augustus 1934 (met ingang van 9 september 1934) | —                                   | —              | —                           | SS-Gruppenführer     |
| 30 juli 1944 (met ingang van 1 augustus 1944)      | —                                   | —              | —                           | SS-Obergruppenführer |

## Lidmaatschapsnummers
- NSDAP-nr.: 9803[25][26] (lid geworden 1921[22], hernieuwd lid 26 februari 1925[7][6][22])
- SS-nr.: 228 017[25][26] (lid geworden 27 augustus 1934[22][9])

## Onderscheidingen
Selectie:
- IJzeren Kruis 1914, 1e Klasse[25][7][4][26] (9 januari 1920[27]) en 2e Klasse[25][7][4][26] (28 januari 1916[27])
- Bloedorde (nr.30) op 9 november 1933[26]
- Ereteken van de Luchtbescherming, 1e Klasse
- Dienstonderscheiding van de NSDAP in goud[7][24][27]
- Erekruis voor Frontstrijders in de Wereldoorlog[25][7][24] in 1934[27]
- Gewondeninsigne 1918 in zwart[7][4] op 7 augustus 1918[27]

## Publicaties
- (de)  "... es ist das deutsche Herz" Erlebnisse u. Erkenntnisse eines ehemaligen Gauleiters.
- (de)  Patrioten oder Verbrecher – Aus Liebe zu Deutschland: 17 Jahre als Hitlers Gauleiter. ISBN 9783875880700